# Bagration-Davitashvili

Stemma dei Bagration-Davitashvili

I  Bagration-Davitashvili (in lingua georgiana: ბაგრატიონ-დავითაშვილი) sono un ramo cadetto del ramo della famiglia reale di Georgia i Bagrationi che regnava su Kakheti. Traggono origine dal principe Davit, il cui padre Demetrio fu accecato da suo fratello Giorgio II di Kakheti, dopoché questi aveva ucciso il proprio padre Alessandro I e ne aveva usurpato il trono nel 1511. I Bagration-Davitashvili abbandonarono Kakheti per rifugiarsi nel vicino regno georgiano di Kartli dove vissero come una famiglia principesca. Dopo l'annessione della Georgia da parte dell'Impero russo, la famiglia, nella persona di Solomon Bagration-Davitashvili, ebbe confermata nella dignità principesca come Bagration-Davidov (Багратионы-Давыдовы) il 21 dicembre 1849.